# توسعه اراضی

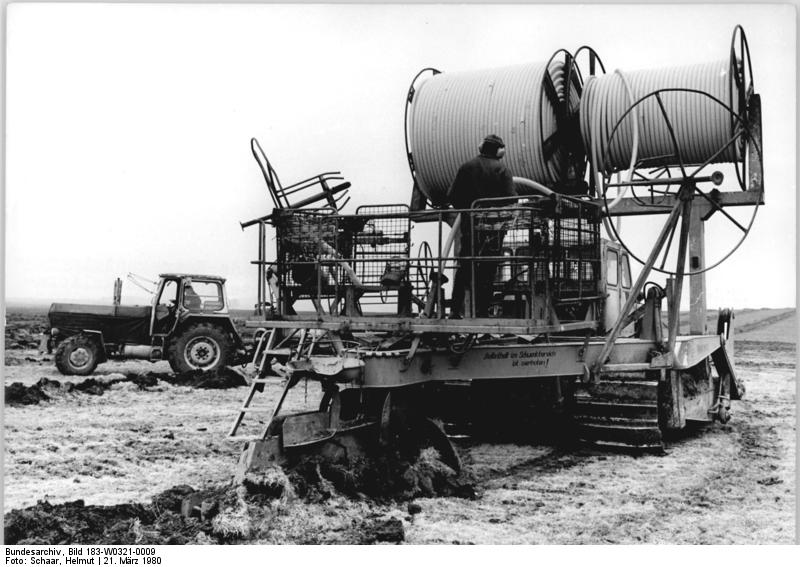
نمایی از برنامهٔ توسعهٔ و احیای زمین‌های کشاورزی در شهر روهیلد، آلمان - ۱۹۸۰

توسعه سرزمین یا احیای اراضی (به انگلیسی: Land improvement) (که همچنین با عنوان احیای زمین‌های کشاورزی یا احیای زمین‌های بایر نیز شناخته می‌شود) یا به توصیف دیگر آباد سازی زمین ، به مجموعه فعالیت‌هایی گفته می‌شود که زمین‌هایی را که قابلیت بالقوه برای کشاورزی و فعالیت‌های تولیدی را دارند، برای کشت و تولید محصولات کشاورزی مختلف آماده‌سازی می‌نمایند.
این فعالیت‌ها شامل تسطیح اراضی، یکپارچه‌سازی اراضی، آبرسانی و ایجاد کانال‌های انتهایی شبکه‌های آبرسانی و اصلاح و تقویت خاک می‌باشد.
.
طبیعی‌ است که با توجه به افزایش روزافزون جمعیت جهان و محدود بودن اراضی کشاورزی، یکی از راه‌های افزایش تولید محصولات کشاورزی، افزایش سطح زمین‌های قابل کشت در هر کشور و منطقه می‌باشد.

## تاریخچه
تاریخچه احیای اراضی به دوران‌های باستان بازمی‌گردد. اولین نمونه‌های مستند از احیای اراضی در تمدن‌های باستانی مصر و بین‌النهرین دیده می‌شود. در این تمدن‌ها، آبیاری و استفاده بهینه از منابع آب برای افزایش سطح کشت مورد توجه بوده است. با گذر زمان و پیشرفت فناوری، روش‌های احیای اراضی نیز بهبود یافته و به شکل مدرن‌تری درآمده است.
روش‌های احیای اراضی
احیای اراضی شامل مجموعه‌ای از روش‌ها و تکنیک‌هاست که به بهبود و آماده‌سازی زمین‌ها برای کشاورزی کمک می‌کند. این روش‌ها عبارتند از:
1. تسطیح اراضی: تسطیح و هموارسازی زمین‌ها برای بهبود جریان آب و جلوگیری از تجمع آب در نقاط خاص.
2. یکپارچه‌سازی قطعات زمین: تجمیع قطعات کوچک و پراکنده زمین به قطعات بزرگ‌تر و یکپارچه برای افزایش کارایی و بهره‌وری.
3. آبرسانی و ایجاد کانال‌های آبیاری: طراحی و ساخت شبکه‌های آبیاری برای تأمین آب مورد نیاز زمین‌های کشاورزی.
4. اصلاح و تقویت خاک: اضافه کردن مواد آلی و معدنی به خاک برای بهبود ساختار و افزایش حاصل‌خیزی آن.
5. زهکشی: ایجاد سیستم‌های زهکشی برای جلوگیری از آب‌گرفتگی و کنترل سطح آب زیرزمینی.
مزایای احیای اراضی
احیای اراضی دارای مزایای فراوانی است که شامل موارد زیر می‌شود:
• افزایش سطح زمین‌های قابل کشت: با تبدیل زمین‌های بایر به زمین‌های کشاورزی، سطح کشت افزایش یافته و امکان تولید محصولات بیشتر فراهم می‌شود.
• بهبود کیفیت خاک: با اصلاح و تقویت خاک، کیفیت و حاصل‌خیزی آن بهبود یافته و تولید محصول افزایش می‌یابد.
• افزایش بهره‌وری آب: با استفاده از روش‌های بهینه آبیاری و زهکشی، بهره‌وری آب افزایش یافته و از هدررفت آن جلوگیری می‌شود.
• ایجاد اشتغال: اجرای پروژه‌های احیای اراضی نیاز به نیروی کار دارد و می‌تواند فرصت‌های شغلی جدیدی ایجاد کند.
• کاهش مهاجرت: با فراهم آوردن شرایط مناسب برای کشاورزی و تولید در مناطق روستایی، مهاجرت به شهرها کاهش می‌یابد.
چالش‌ها و مشکلات
اجرای پروژه‌های احیای اراضی با چالش‌ها و مشکلاتی نیز همراه است که شامل موارد زیر می‌شود:
• هزینه‌های بالا: اجرای پروژه‌های احیای اراضی نیاز به سرمایه‌گذاری‌های زیادی دارد که ممکن است برای برخی کشورها و مناطق مشکل‌ساز باشد.
• مشکلات محیط‌زیستی: در صورت عدم مدیریت صحیح، احیای اراضی می‌تواند به تخریب محیط‌زیست و کاهش تنوع زیستی منجر شود.
• تضاد منافع: تضاد منافع بین کشاورزان، دولت و سایر ذینفعان می‌تواند اجرای پروژه‌های احیای اراضی را دشوار کند.
• نیاز به دانش و تخصص: اجرای موفقیت‌آمیز پروژه‌های احیای اراضی نیاز به دانش و تخصص در زمینه‌های مختلف مانند مهندسی آب، کشاورزی و محیط‌زیست دارد.
مثال‌های موفق از احیای اراضی
در بسیاری از کشورها پروژه‌های موفقی در زمینه احیای اراضی اجرا شده است که به افزایش تولید محصولات کشاورزی و بهبود وضعیت معیشتی مردم کمک کرده است. برخی از این مثال‌ها عبارتند از:
• چین: پروژه‌های گسترده‌ای برای احیای اراضی بایر در مناطق مختلف چین اجرا شده است که به افزایش سطح کشت و تولید محصولات کشاورزی کمک کرده است.
• هند: در هند نیز پروژه‌های متعددی برای احیای اراضی و بهبود سیستم‌های آبیاری اجرا شده است که تأثیرات مثبتی بر تولید کشاورزی داشته است.
• ایران: در ایران نیز پروژه‌های مختلفی برای احیای اراضی و بهبود وضعیت کشاورزی اجرا شده است که می‌توان به پروژه‌های آبیاری در مناطق خشک و نیمه‌خشک اشاره کرد.
نتیجه‌گیری
احیای اراضی به‌عنوان یکی از راهکارهای اساسی برای افزایش تولید محصولات کشاورزی و تأمین نیازهای غذایی جمعیت رو به رشد جهان مطرح است. با استفاده از روش‌های مختلف احیای اراضی می‌توان زمین‌های بایر و کم‌بازده را به زمین‌های حاصل‌خیز و قابل کشت تبدیل کرد و به بهبود وضعیت معیشتی و اقتصادی مردم کمک کرد. با این حال، اجرای موفقیت‌آمیز پروژه‌های احیای اراضی نیاز به مدیریت صحیح، دانش و تخصص و همچنین سرمایه‌گذاری‌های لازم دارد.

## آمار رسمی اصلاح اراضی کشاورزی در ایران
بر اساس آمار رسمی، مجموع اراضی کشاورزی کشور ۱۵٫۵ میلیون هکتار برآورد می‌شود که ۹٫۳ میلیون هکتار آن اراضی دیم و ۶٫۲ میلیون هکتار اراضی آبی است. بیشترین تهدید برای اراضی کشاورزی خشکسالی، کمبود آب و خارج شدن اراضی از زیر کشت است. برای حفظ اراضی کشاورزی و افزایش تولید و بهره‌وری، ۳ برنامه دولت که در سال‌های اخیر اجرا شده‌است، تجهیز اراضی به سامانه‌های نوین آبیاری، احیای اراضی و همچنین مهار آب‌های مرزی است.

## برنامه اصلاحات اراضی در ایران

### احیای ۵۵۰ هزار هکتار زمین کشاورزی
مهم‌ترین برنامه ای که در دولت برای افزایش تولید و بهره‌وری کشاورزی اجرا شده برنامه احیای ۵۵۰ هزار هکتار از اراضی استان‌های خوزستان و ایلام است که تاکنون ۲۹۵ هزار هکتار آن به مرحله بهره‌برداری رسیده‌است. طرح احیای ۵۵۰ هزار هکتاری، ۵۰۰ هزار هکتار در استان خوزستان و ۵۰ هزار هکتار در استان ایلام است.
طرح احیای اراضی خوزستان و ایلام بزرگترین طرح کشاورزی ایران در سال‌های گذشته‌است. طرحی که در سفر رهبری به خوزستان در سال ۱۳۷۵ با هدف توسعه کشاورزی در این دو استان و تأمین امنیت غذایی کشور مصوب شد. اما از آن زمان این طرح مورد توجه قرار نگرفت تا اینکه در سال ۱۳۹۲، احیای اراضی دو استان خوزستان و ایلام، در دستور کار قرار گرفت. این طرح با بودجه یک و نیم میلیارد دلار از منابع صندوق توسعه ملی در دولت یازدهم وارد فاز عملیاتی شد. محمدجواد صالحی نژاد، مدیر اجرایی پروژه احیای اراضی ۵۵۰ هزار هکتاری خوزستان و ایلام در گفت و گو با «ایران» گفت: در فاز اول اجرای این پروژه، ۲۹۵ هزار هکتار از اراضی احیا شده‌است. در این مرحله نکته قابل توجه این بود که ۵۰ هزار هکتار زمین مین زار به زمین کشت زار برگشت و این اراضی در حال حاضر زیر کشت و تولید است. استفاده بهینه از منابع آب و خاک، هدف اصلی طرح احیای اراضی ۵۵۰ هزار هکتاری است. طبق بررسی‌های انجام شده با اجرای شبکه‌های آبیاری و زهکشی و استفاده بهینه از منابع آب، راندمان مصرف آب در فاز اول در حدود۲۵ افزایش یافته که حدود ۸۸۵میلیون متر مکعب در سال صرفه جویی به همراه خواهد داشت. همچنین افزایش تولید با افتتاح فاز اول این طرح افزایشی چشمگیر است. بر اساس تولید محصولات کشاورزی از ۴٫۵میلیون تن در سال ۹۵ به ۸٫۵ میلیون تن در سال ۹۸ رسیده‌است.
در مورد اجرای فاز دوم طرح و احیا و تجهیز ۲۹۵ هزار هکتار اراضی باقیمانده، مهمترین دغدغه تخصیص اعتبارات است. به گفته مدیر اجرایی پروژه احیای اراضی ۵۵۰ هزار هکتاری خوزستان و ایلام تخصیص آب فاز دوم و تأمین منابع مالی در حال بررسی است. با سفر روز گذشته معاون اول رئیس‌جمهوری به استان خوزستان، مجریان طرح امیدوارند بودجه اجرای فاز دوم هر چه زودتر تأمین و تخصیص داده شود.

### مهار آب‌های مرزی
جلوگیری از خروج آب‌های مرزی، طرح مهم دیگری است که برای حفظ اراضی کشاورزی به‌ویژه در غرب و شمالغرب کشور به اجرا درآمده است. به گفته علی مراد اکبری، معاون آب و خاک وزیر جهاد کشاورزی، «از طریق آب‌های مرزی غرب و شمال غرب کشور سالانه حدود ۷ میلیارد مترمکعب آب از کشور خارج می‌شد که با تخصیص ۸میلیارد دلار اعتبار از منابع صندوق توسعه خروج آن مهار شد.» با توجه به اینکه کمبود آب از تهدیدهای جدی پیش روی کشور است، راهکارهایی برای کاهش این تهدیدها اجرا شده‌است. اجرای طرح‌های منابع آب و خاک در استان‌های غرب و شمال غرب که بیش از ۹۹ درصد از آنها مجهز به سیستم‌های مدرن آبیاری است، فرصت مناسبی برای جبران عقب ماندگی‌ها در این مناطق ایجاد کرده‌است. در 9 بهمن 1399 ، با حضور حسن روحانی از ۲۵ هزار هکتار شبکه‌های فرعی آبیاری غرب و شمال غرب کشور بهره‌برداری شد که با افتتاح آن، ۹ هزار نفر از مزایای آن بهره‌مند شدند به گفته مسئولان وزارت جهاد کشاورزی با تخصیص اعتبارات لازم، برای کشت بهاره ۲۵ هزار هکتار دیگر افتتاح می‌شود. با اجرای این پروژه، ۱۹ هزار هکتار از اراضی دیم به آبی تبدیل می‌شود و حدود ۶ هزار هکتار از این پروژه هم بهبود کم آبیاری است. همچنین در این پروژه برای ۲۲ هزار نفر اشتغال ایجاد و تولید انواع محصولات کشاورزی ۴ برابر افزایش می‌یابد و ارزش افزوده اراضی به بیش از ۱۰ برابر می‌رسد. پروژه‌های توسعه منابع آب و خاک در غرب و در ۲۲۷ هزار هکتار از اراضی کشاورزی شش استان کشور به اجرا در می‌آید که تاکنون ۷۷ هزار هکتار از آن اجرایی شده‌است. به گفته معاون آب و خاک وزیر جهاد کشاورزی اگر تأمین منابع مالی و آب مورد نیاز این پروژه صورت گیرد، تا پایان دولت بیش از ۱۱۰ هزار هکتار از آن افتتاح می‌شود.

### سامانه‌های نوین آبیاری
از دیگر طرح‌های افزایش بهره‌وری از راضی کشاورزی تجهیز زمین‌ها به سامانه‌های نوین آبیاری است. معاون آب و خاک وزیر جهاد کشاورزی در خصوص اجرای سامانه‌های نوین آبیاری در کشور گفت: امسال ۱۰۰ میلیون یورو از محل صندوق توسعه ملی برای توسعه سامانه‌های نوین آبیاری اختصاص یافته و تاکنون ۱۶درصد این منبع مالی تأمین اعتبار و تخصیص داده شده‌است. به گفته اکبری ۶۰ هزار هکتار مجهز به سیستم نوین آبیاری شدند و ۱۳۰ هکتار هم در حال اجرا است. با تأمین اعتبار کل پروژه پیش‌بینی می‌کنیم بین ۱۲۰ تا ۱۵۰ هزار هکتار از اراضی کشاورزی کشور تحت پوشش سیستم آبیاری نوین قرار می‌گیرد.
علاوه بر ۳ طرح اصلی برای حفظ اراضی، برنامه دیگر زهکشی اراضی کشاورزی است که مهمترین هدف آن حفظ آب و افزایش راندمان زمین‌های دیم است. علاوه بر آن زهکشی اراضی به‌ویژه در استان‌های سیل خیز موجب کاهش چشمگیر خسارت‌های ناشی از سیل می‌شود. در همین زمینه هم، بخشی از طرح‌های زهکشی اراضی کشاورزی با دستور حسن روحانی هفته گذشته به بهره‌برداری رسید. پروژه زهکشی اراضی استان گلستان نخستین و بزرگترین پروژه زهکشی اراضی دیم کشور است که پس از بهره‌برداری تولید غلات در آن ۸۰ درصد افزایش می‌یابد و درآمد کشاورزان در بخش‌های آبی ۵۸ درصد و در کشت دیم ۱۵۹ درصد و شاخص بهره‌وری بدون استفاده از زه آب ۴۴درصد افزایش خواهد یافت.
رضا سرافرازی، مجری طرح‌های آب و خاک استان گلستان در مورد این طرح گفت: با اجرای این طرح در ۲۸۰ هزار هکتار، ۲۲۵میلیون متر مکعب آب حفظ خواهد شد که ۱۰۰ میلیون متر مکعب آن با کیفیت مطلوب جهت آبیاری تکمیلی اراضی دیم قابل استفاده است و مابقی آن برای احیای تالاب گمیشان و کشت گیاهان شورپسند، توسعه مراتع و بخش صنعت قابل استفاده خواهد بود. به گفته سرافرازی، زهکشی اراضی استان گلستان باعث شد که در سیل سال گذشته اراضی کشاورزی این استان، خسارت‌های کمتری از سیل ببیند و علاوه بر آن با اجرای این طرح‌ها کاهش شوری اراضی و افزایش بهره‌وری رقم می‌خورد. همچنین تولید غلات در این استان در اراضی دیم تا ۲٫۵ برابر افزایش می‌یابد.

دستاورد مهم دیگر اجرای طرح‌های احیا و تجهیز اراضی کشاورزی کاهش ریزگردها در کشور است. در سفر روز گذشته معاون اول رئیس‌جمهوری به استان خوزستان اعلام شد که دولت برای مهار ریزگردها در بودجه سال آینده ۲۰ میلیون دلار اختصاص داده‌است. حدنگاری و کاداستر یا تعیین محدوده اراضی برای جلوگیری از تجاوز به اراضی کشاورزی یا تغییر کاربری آن برنامه دیگری است که در دولت در حال اجرا است. در این خصوص مسعود منصور، رئیس سازمان جنگل‌ها، مراتع و آبخیزداری گفت: کاداستر ۴۶ میلیون و ۸۰۰ هزار هکتار از اراضی ملی کشور به اتمام رسیده‌است و تا پایان دولت دوازدهم کار حدنگاری اراضی ملی به پایان می‌رسد.